# Marcel Bräutigam
Marcel Bräutigam (* 31. Juli 1987 in Ilmenau) ist ein deutscher Crosslauf-Sommerbiathlet und Langstreckenläufer.

## Werdegang
Marcel Bräutigam ist ein in Erfurt lebender Polizist, der zunächst für den SV Großbreitenbach, wo Peter Knauth sein Trainer war, startete. Danach trat er im Biathlon für den SV Eintracht Frankenhain und in der Leichtathletik für den Laufclub Erfurt, wo er von Dieter Hermann trainiert wurde, an. Nach der Auflösung des Laufclub Erfurt wechselte er 2013 zum GutsMuths-Rennsteiglaufverein und trainierte sich fortan selbst.
Er war Mitglied der Sportfördergruppe der Thüringer Polizei, bis im Juli 2008 Sommerbiathlon dort nicht mehr gefördert wurde.
Sein erfolgreichstes Jahr hatte er bis dahin 2009.
Bräutigam startete bei den Juniorenweltmeisterschaften im Sommerbiathlon in der Haute-Maurienne und wurde dort 17. im Sprint und 13. im Verfolgungsrennen. Bei den Deutschen Meisterschaften 2008 in Bayerisch Eisenstein gewann Bräutigam vor Tobias Giering und Christian Moser den Titel im Massenstart mit dem Kleinkalibergewehr sowie mit Paul Böttner und Erik Lahl in der Staffel Thüringens.
Bei den Sommerbiathlon-Europameisterschaften 2010 in Osrblie wurde Bräutigam 12. des Sprints und 20. der Verfolgung. Nach den Sommerbiathlon-Europameisterschaften nahm er am Frankfurt-Marathon teil und benötigte für die Strecke 2:27:46 Stunden. Damit war er der viertbeste deutsche Läufer.
Ein Jahr später kam Bräutigam in Martell auf den 14. Platz im Einzel und den 22. Rang in der Verfolgung. Mit Judith Wagner, Thordis Arnold und Steffen Jabin verpasste er in der Mixedstaffel als Viertplatzierter knapp eine Medaille. Des Weiteren wurde er im Jahr 2011 dreifacher Deutscher Meister im Sommerbiathlon und war zugleich erfolgreichster Teilnehmer. In allen drei Kleinkalibergewehr-Wettbewerben – Sprint, Massenstart und Staffel – gewann er die Goldmedaille. In der Staffel konnte er zusammen mit Paul Böttner und Niklas Heyser den Titel gewinnen.
2012 wurde das bisher beste Jahr im Marathonlauf. Er konnte den 40. Jubiläumslauf des Rennsteiglaufes im Marathon für sich entscheiden. Dabei konnte er die viertschnellste je gelaufene Zeit (2:38:09 h) bei diesem Wettbewerb erzielen. Weiterhin nahm er im Frühjahr 2012 an den Deutschen Halbmarathonmeisterschaften in Griesheim teil und wurde in 1:07:29 h Zehnter. Mit der Mannschaft des Laufclub Erfurt (Christian Seiler und Philipp Willaschek) wurde er zudem Zweiter.
Beim 50. RWE-Marathon in Essen konnte er nach 2:24:02 h den zweiten Gesamtplatz erreichen. 2013 konnte er bereits den Frankfurter Halbmarathon und den Oberelbe-Marathon (1:07:55 h) für sich entscheiden. Weiterhin stellte er beim Lauf „Rund um das Bayerkreuz“ in Leverkusen eine neue Bestzeit über 10 km in 30:42 min auf. Den bisherigen Höhepunkt seiner sportlichen Karriere konnte er beim München Marathon 2013 erreichen, der zugleich Wertungslauf der Deutschen Marathonmeisterschaften war. Dort wurde er mit neuer persönlicher Bestzeit von 2:20:49 h Deutscher Vizemeister und außerdem Deutscher Polizeimeister.
Weiterhin nahm Bräutigam im Frühjahr 2014 an den Deutschen Halbmarathonmeisterschaften in Freiburg teil und wurde in 1:06:51 h Zehnter. Mit Christian König und Christian Seiler in der Mannschaft des GutsMuths-Rennsteiglaufvereins wurde er zudem in neuem Landesrekord von 3:20:22 h Zweiter. Eine Woche später führte er Anna Hahner als Tempomacher zum Sieg beim Wien-Marathon.
Am 4. Mai konnte er beim Kassel-Marathon als bester Deutscher und Gesamtplatz sechs seine bisherige Bestzeit um fast drei Minuten auf 2:17:53 h verbessern. Beim Köln-Marathon feierte Bräutigam 2014 mit dem zweiten Gesamtplatz hinter dem Kenianer Anthony Maritim seinen bis dato größten Erfolg.
Zum bisherigen Höhepunkt seiner bisherigen Karriere wurde der Graz-Marathon im Oktober 2014, der auch den Rahmen der Polizei-Europameisterschaften bildete. Dort erreichte er den zweiten Gesamtplatz hinter Lemawork Ketema und wurde zudem Polizei-Europameister.
Mit dem 26. Platz beim Frankfurt-Marathon am 25. Oktober 2015 wurde Bräutigam Deutscher Vizemeister hinter Arne Gabius. Im Mai 2016 konnte er zum vierten Mal beim Thüringer Rennsteiglauf den Halbmarathon gewinnen.
Am 30. März 2019 nahm der 31-Jährige zum ersten Mal an den Deutschen Ultra-Meisterschaften im 50-km-Lauf in Grünheide bei Berlin teil, die er auch gleich auf Anhieb mit 2:51:55 h gewinnen konnte. Diese Laufzeit bedeutet zugleich auch die zweitbeste deutsche Laufzeit in der Geschichte des 50-km-Laufes und nur zwei Minuten über dem deutschen Rekord. Den 22. Oberelbe-Marathon (OEM) am 28. April 2019 konnte er mit neuer Streckenrekordzeit von 2:22:52 h gewinnen.
Am 1. September 2019 startete er erstmals im Nationaltrikot für Deutschland bei den Weltmeisterschaften im 50-km-Lauf im rumänischen Brașov. Dort konnte er den vierten Gesamtplatz erreichen und mit seiner gelaufenen Zeit von 2:49:26 h kam er bis auf 20 Sekunden an den deutschen Rekord heran. Zusammen mit Andreas Straßner und Benedikt Hoffmann konnte er neuen deutschen Mannschaftsrekord erzielen, was zum Vizeweltmeister und damit zur Silbermedaille reichte. Bei den Deutschen Berglaufmeisterschaften am 22. September in Breitungen (Thüringen) konnte er sich in 55:43 min die Bronzemedaille sichern.
Am 1. Mai 2022 konnte Marcel Bräutigam seinen Deutschen Meistertitel über die 50-km-Distanz innerhalb des Stadtgrabenlaufes in Wolfenbüttel in 2:51:59 h erfolgreich verteidigen (2020, 2021 pandemiebedingt abgesagt). Des Weiteren konnte er bei den ausgetragenen Europäischen Polizeimeisterschaften im Marathon innerhalb des Eindhoven-Marathons den dritten Platz in 2:17:27 h belegen sowie den 12. Gesamtrang und die Altersklasse 35 gewinnen.
Bei den ausgetragenen deutschen Polizeimeisterschaften über 10.000 m in Dessau sowie im Crosslauf in Potsdam über die Langstrecke und mit der Mannschaft Thüringens (Marcel Lehmberg, Robin Müller und Pascal Unbehaun) konnte Marcel Bräutigam jeweils den Meistertitel feiern. Des Weiteren wurde er bei den deutschen Meisterschaften im Halbmarathon in Ulm deutscher Meister in seiner Altersklasse 35 in 1:06:24 h.
Im April 2023 wurde Marcel Bräutigam in 1:08:32 h Thüringer Meister im Halbmarathon.

## Sportliche Erfolge
| Datum/Jahr    | Rang | Wettbewerb                                 | Austragungsort       | Zeit     | Bemerkung                                                    |
| ------------- | ---- | ------------------------------------------ | -------------------- | -------- | ------------------------------------------------------------ |
| 15. Okt. 2023 | 1    | Essen-Marathon                             | Essen                | 02:20:36 | Gesamtsieger                                                 |
| 3. Sep. 2023  | 7    | Münster-Marathon                           | Münster              | 02:24:00 | Zweitbester Deutscher                                        |
| 22. Sep. 2019 | 3    | Deutsche Berglauf-Meisterschaften          | Breitungen/Werra     | 00:55:43 | 13,2 km mit 785 hm                                           |
| 15. Sep. 2019 | 3    | Kassel-Marathon                            | Kassel               | 02:21:58 | bester Deutscher                                             |
| 1. Sep. 2019  | 4    | 50-km-Straßenlauf-Weltmeisterschaften      | Brașov               | 02:49:26 | 3. IAU 50 km Weltmeisterschaften                             |
| 18. Mai 2019  | 2    | GutsMuths-Rennsteiglauf                    | Thüringer Wald       | 05:16:33 | Supermarathon (73,9 km mit 1874 hm)                          |
| 28. Apr. 2019 | 1    | Oberelbe-Marathon                          | Dresden              | 02:22:52 | Gesamtsieger mit Streckenrekord                              |
| 30. März 2019 | 1    | Internationaler 50-km-Lauf von Grünheide   | Grünheide            | 02:51:55 | Deutscher Meister                                            |
| 21. Mai 2016  | 1    | GutsMuths-Rennsteiglauf                    | Thüringer Wald       | 01:10:46 | Halbmarathon (21,1 km mit 351 hm)                            |
| 25. Okt. 2015 | 26   | Frankfurt-Marathon                         | Frankfurt            | 02:17:05 | zweitbester Deutscher in neuer persönlicher Marathonbestzeit |
| 4. Okt. 2015  | 2    | Köln-Marathon                              | Köln                 | 01:05:34 | Halbmarathon                                                 |
| 17. Mai 2015  | 4    | Kassel-Marathon                            | Kassel               | 02:17:22 | bester Deutscher                                             |
| 29. März 2015 | 23   | Berliner Halbmarathon                      | Berlin               | 01:05:06 | persönliche Halbmarathonbestzeit                             |
| 12. Okt. 2014 | 2    | Graz-Marathon                              | Graz                 | 02:25:52 | Polizei-Europameister                                        |
| 14. Sep. 2014 | 2    | Köln-Marathon                              | Köln                 | 02:17:55 |                                                              |
| 17. Mai 2014  | 1    | GutsMuths-Rennsteiglauf                    | Thüringer Wald       | 01:10:17 | Halbmarathon                                                 |
| 4. Mai 2014   | 6    | Kassel-Marathon                            | Kassel               | 02:17:53 |                                                              |
| 6. Apr. 2014  | 10   | Deutsche Meisterschaften                   | Freiburg im Breisgau | 01:06:51 | Halbmarathon                                                 |
| 13. Okt. 2013 | 2    | München-Marathon                           | München              | 02:20:49 | Deutscher Vizemeister und Deutscher Polizeimeister           |
| 25. Mai 2013  | 1    | GutsMuths-Rennsteiglauf                    | Thüringer Wald       | 02:37:44 |                                                              |
| 14. Okt. 2012 | 2    | Essen-Marathon – „Rund um den Baldeneysee“ | Essen                | 02:24:02 | 50. Jubiläumslauf                                            |
| 12. Mai 2012  | 1    | GutsMuths-Rennsteiglauf                    | Thüringer Wald       | 02:38:09 | 40. Jubiläumslauf (43,5 km mit 637 hm)                       |
| 31. Okt. 2010 | 45   | Frankfurt-Marathon                         | Frankfurt            | 02:27:46 | erster Stadt-Marathon                                        |

## Bestzeiten
- 10 km: 29:51 min, 6. September 2015, Bad Liebenzell
- Halbmarathon: 1:05:06 h, 29. März 2015, Berlin
- Marathon: 2:17:05 h, 25. Oktober 2015, Frankfurt
- 50-km-Straßenlauf: 2:49:26 h, 1. September 2019, Brașov (ROU)